# Švastalova Lhota
Švastalova Lhota je vesnice, část města Krásná Hora nad Vltavou v okrese Příbram ve Středočeském kraji. Nachází se asi 2,5 kilometru severozápadně od Krásné Hory nad Vltavou. Vesnice je vzdálena jeden kilometr od Vltavy. Je zde evidováno 67 adres. V roce 2011 zde trvale žilo 28 obyvatel.
Švastalova Lhota je také název katastrálního území o rozloze 2,2 km².

## Historie
První písemná zmínka o vesnici pochází z roku 1490.

## Obyvatelstvo
| Rok            | 1869 | 1880 | 1890 | 1900 | 1910 | 1921 | 1930 | 1950 | 1961 | 1970 | 1980 | 1991 | 2001 | 2011 | 2021 |
| -------------- | ---- | ---- | ---- | ---- | ---- | ---- | ---- | ---- | ---- | ---- | ---- | ---- | ---- | ---- | ---- |
| Počet obyvatel | 81   | 82   | 88   | 62   | 56   | 50   | 53   | 41   | 34   | 31   | 23   | 20   | 15   | 28   | 26   |
| Počet domů     | 12   | 12   | 12   | 12   | 11   | 11   | 10   | 11   | 11   | 9    | 9    | 10   | 11   | 14   | 15   |

## Obecní správa
Při sčítání lidu v letech 1850–1960 Švastalova Lhota byla osadou obce Zhoř, se kterým patřila nejprve do okresu Sedlčany, ale od roku 1960 v okrese Příbram. Od 1. července 1960 je částí města Krásná Hora nad Vltavou v okrese Příbram.

## Pamětihodnosti
- Kamenný kříž u domu čp. 5

## Galerie

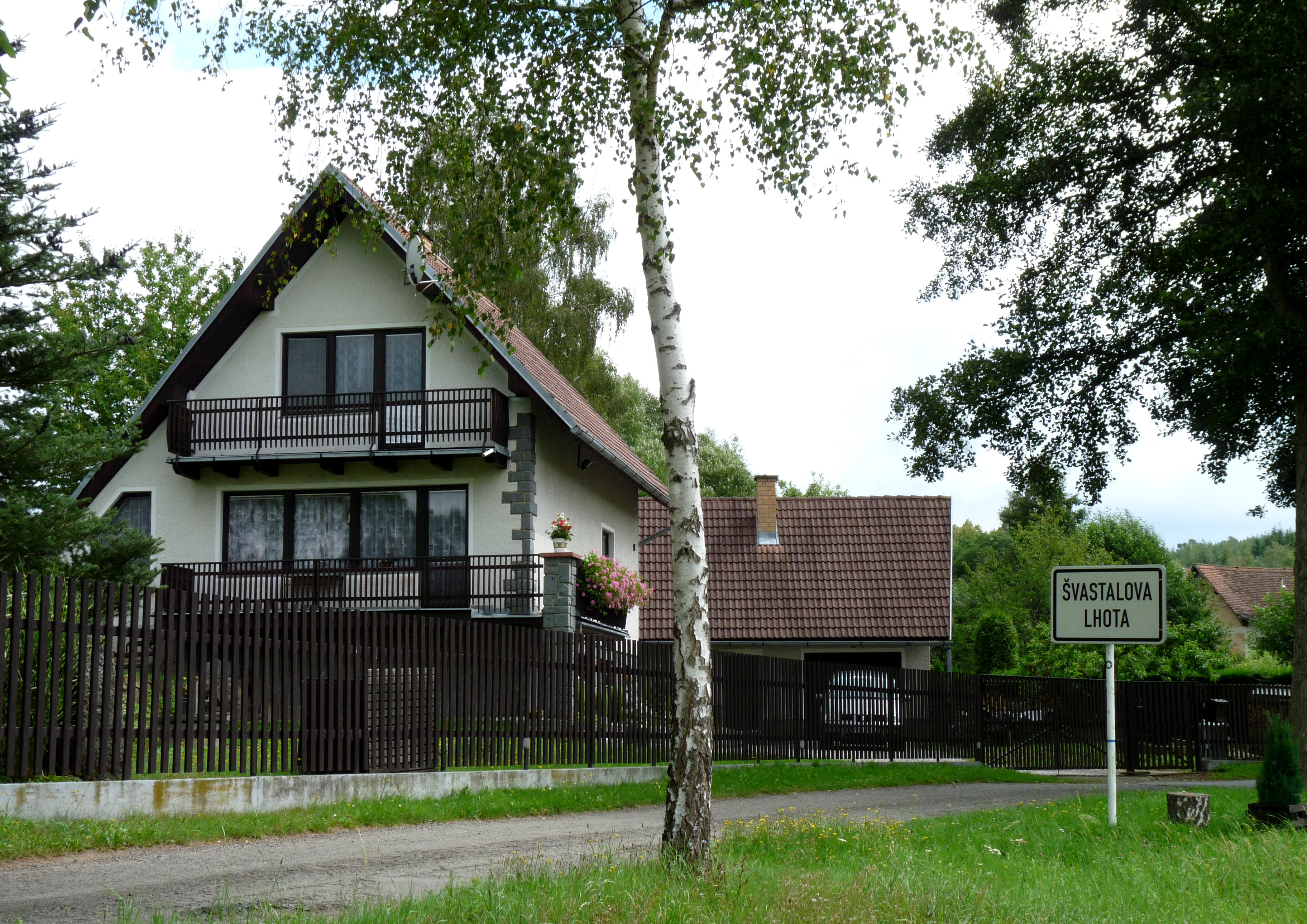
Začátek vesnice
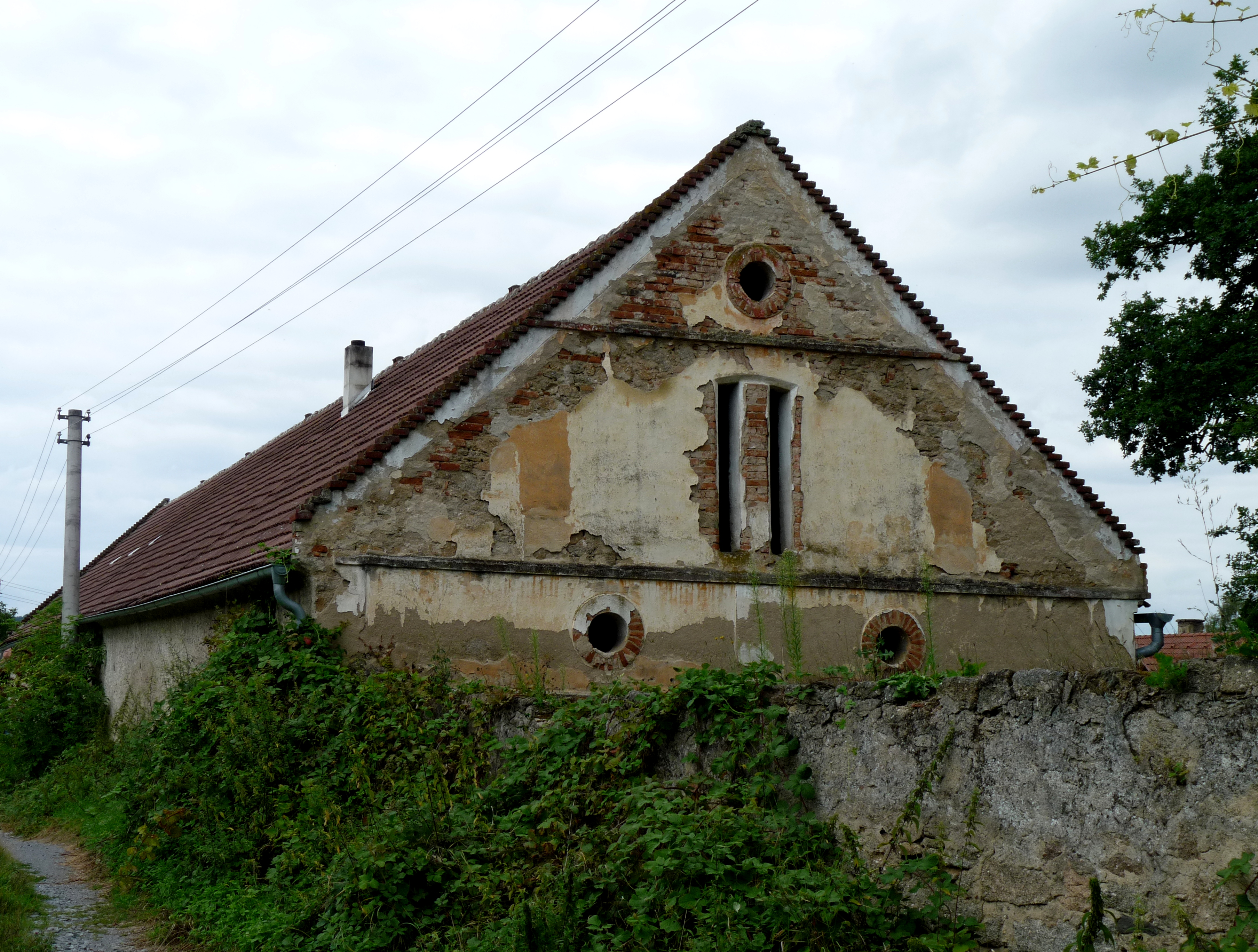
Stavení čp. 5
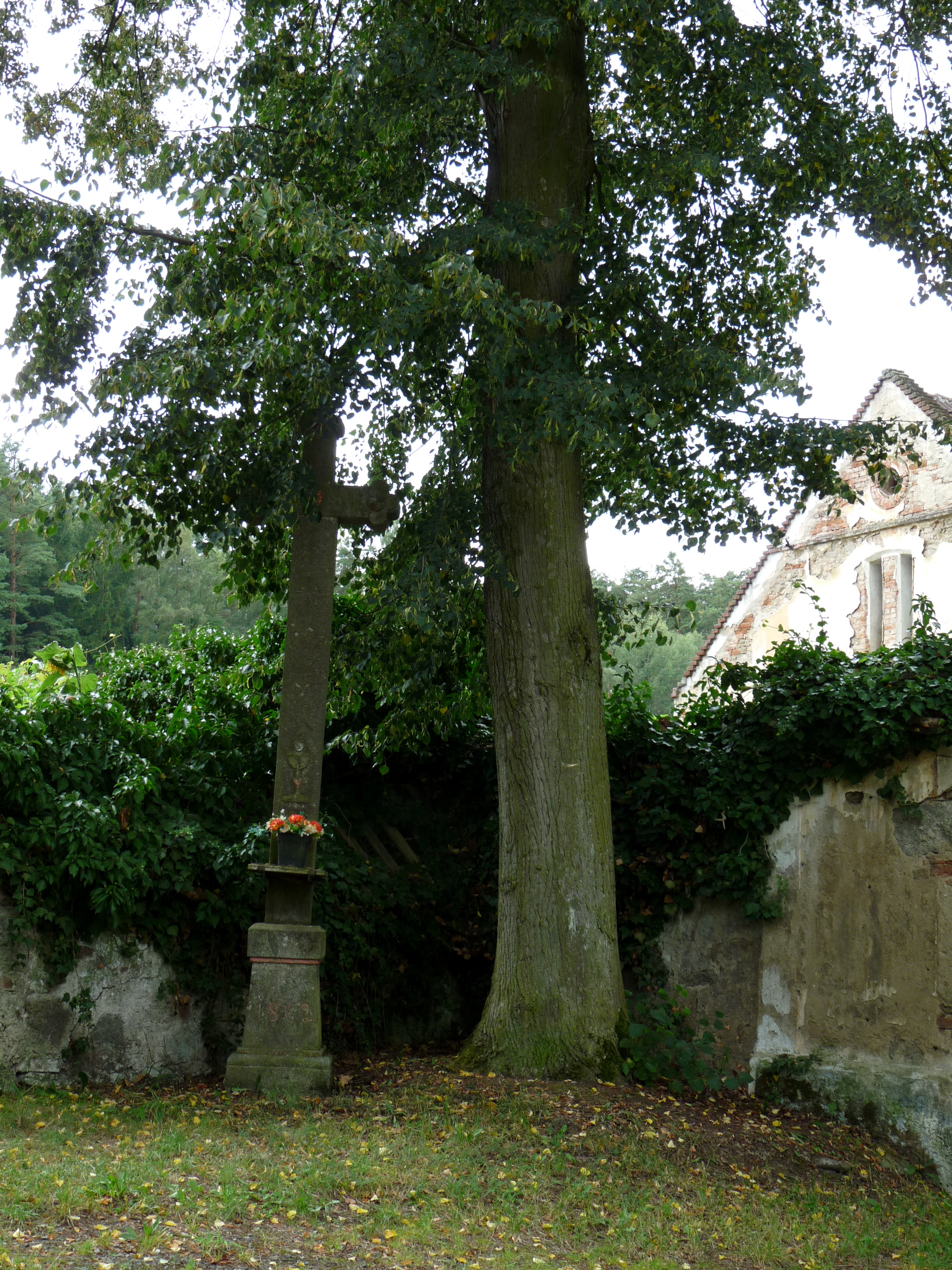
Kamenný kříž